# Georges Laboulbène
Georges Laboulbène est un homme politique français né le 12 août 1874 à Agen (Lot-et-Garonne) et mort le 12 octobre 1934 à Paris.

## Biographie
Petit-fils d'un maire d'Agen, il occupe ce poste à partir de 1912, après une courte carrière dans l'administration préfectorale. Conseiller général en 1919, il est sénateur de Lot-et-Garonne de 1920 à 1934. Inscrit au groupe de la Gauche démocratique, il se montre très actif au sein de la commission de l'administration générale, dont il devient vice-président. Il est également président de la commission des débits de tabac.